# Young Statues
Young Statues es una banda de indie rock estadounidense de Filadelfia, Pensilvania.

## Historia
Young Statues se formó en el invierno de 2010 después de una serie de canciones que eran inicialmente grabaciones entre amigos. Carmen Cirignano reclutó amigos y músicos de la escena musical de la Filadelfia, Tom Ryan y Daniel Bogan a grabaron y publicaron lo que se convertiría en el álbum debut homónimo de Young Statues en 2011. El año siguiente harían un EP con cuatro pistas titulado "Covers" qué constade una colección de Covers de artistas como Billy Bragg, The Magnetic Fields, Ryan Adams y New Order.
En 2013, Young Statues publicó un EP "Age Isn't Ours" el cual estuvo producido por El cantante de The Early November, Ace Enders.

## Miembros
- Carmen Cirignano - guitarra, voz
- Mate Weber - guitarra, voz
- Daniel Bogan - batería
- Tom Ryan - bajo

## Discografía

### Álbumes de estudio
- "Young Statues (album)" - Run For Cover Records (2011)
- "The Flatlands Are Your Friend" - Run For Cover Records (2014)

### EP
- "Covers (álbum de Young Statues)" - Run For Cover Records  (2012)
- "Age Isn't Ours"  - Run For Cover Records  (2013)